# 科学・産業・ビジネス図書館

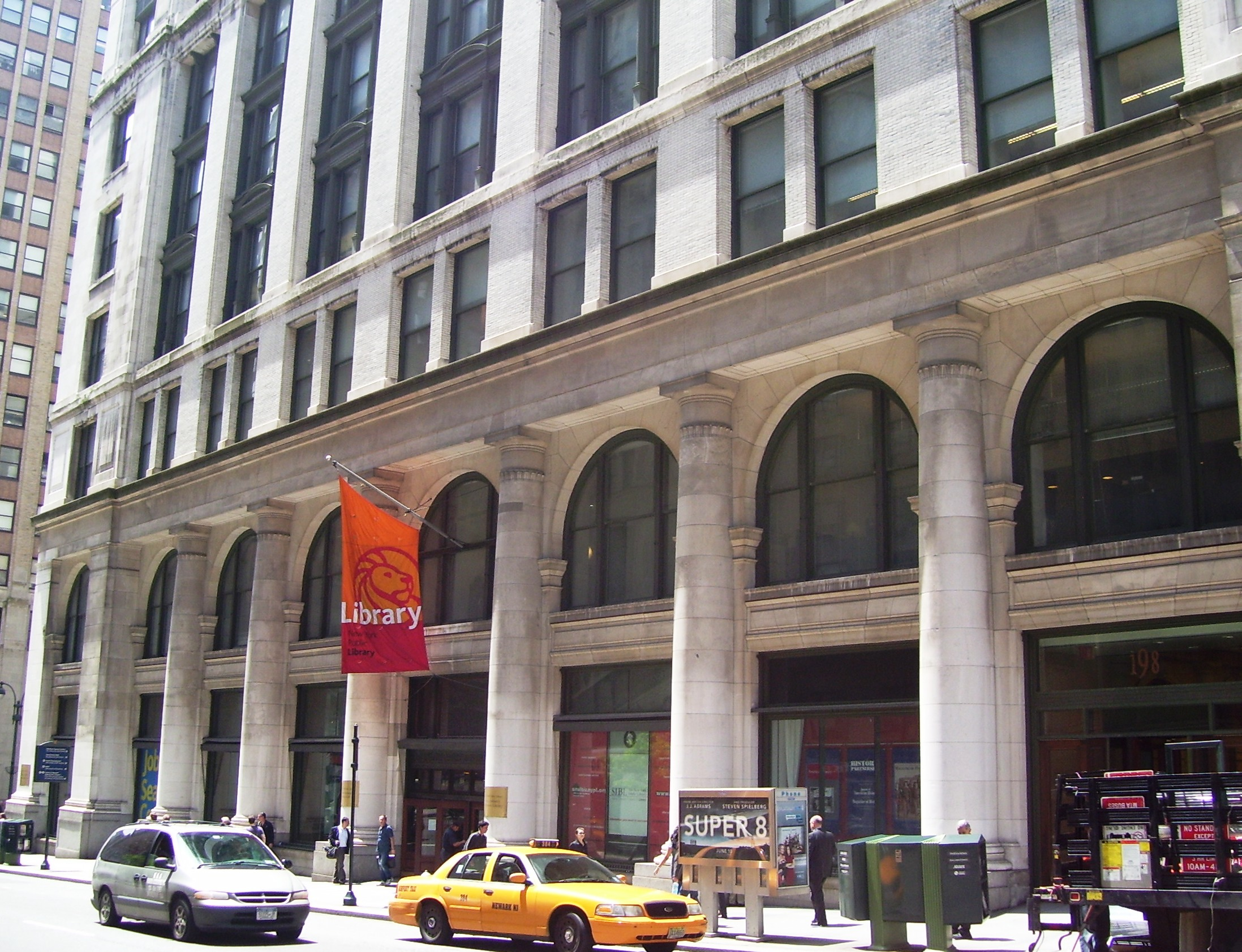
B・アルトマン・ビルディングの科学・産業・ビジネス図書館

科学・産業・ビジネス図書館（かがく・さんぎょう・ビジネスとしょかん、英: Science, Industry and Business Library、SIBL）はアメリカ合衆国ニューヨーク州ニューヨーク市マンハッタン区に位置する、ニューヨーク公共図書館システム内の研究図書館4館の内の1館である。SIBLはマディソン・アベニューと東34丁目の交差点北西にある旧B・アルトマン・アンド・カンパニーの建物を流用する形で1996年に開館し、科学、ビジネス、および関連分野に関する資料が本館（スティーブン・A・シュワルツマン・ビルディング）から移された。